# Puściny
Puściny – osada w Polsce położona w województwie małopolskim, w powiecie oświęcimskim, w gminie Oświęcim.
W latach 1975–1998 miejscowość administracyjnie należała do województwa bielskiego.